# Saison 1988-1989 de l'ECHL
Saison suivante
La Saison 1988-1989 est la première saison de la Ligue de hockey de la Côte-Est au terme de laquelle les Thunderbirds de la Caroline remportent la Coupe Riley en battant en finale les Chiefs de Johnstown.

## Saison régulière

### Classement
| Clt   | Équipe                      | PJ | V  | D  | DP | BP  | BC  | Pts |
| ----- | --------------------------- | -- | -- | -- | -- | --- | --- | --- |
| +001, | Panthers d'Érié             | 60 | 37 | 20 | 3  | 327 | 256 | 77  |
| +002, | Chiefs de Johnstown         | 60 | 32 | 22 | 6  | 295 | 251 | 70  |
| +003, | Cherokees de Knoxville      | 60 | 32 | 27 | 1  | 266 | 286 | 65  |
| +004, | Thunderbirds de la Caroline | 60 | 27 | 32 | 1  | 266 | 329 | 55  |
| +005, | Lancers de la Virginie      | 60 | 22 | 30 | 8  | 266 | 298 | 52  |

- En gras : champion de la saison régulière
- En italique : qualifié pour les séries éliminatoires

### Meilleurs pointeurs
| Joueur              | Équipe                                 | PJ | B  | A  | Pts | Pun |
| ------------------- | -------------------------------------- | -- | -- | -- | --- | --- |
| Daryl Harpe         | Panthers d'Érié                        | 60 | 38 | 84 | 122 | 181 |
| Tom Sasso           | Chiefs de Johnstown                    | 60 | 36 | 65 | 101 | 4   |
| Rob Hrytsak         | Chiefs de Johnstown                    | 56 | 40 | 49 | 89  | 86  |
| Doug Stromback      | Panthers d'Érié                        | 53 | 40 | 45 | 85  | 77  |
| Mike Chighisola     | Lancers de la Virginie                 | 59 | 45 | 38 | 83  | 122 |
| Scott Johnson       | Cherokees de Knoxville                 | 56 | 28 | 55 | 83  | 181 |
| Joe Gurney          | Chiefs de Johnstown                    | 57 | 38 | 43 | 81  | 149 |
| Bob Bennett         | Panthers d'Érié Cherokees de Knoxville | 60 | 16 | 65 | 81  | 154 |
| Jean-François Nault | Chiefs de Johnstown                    | 52 | 24 | 54 | 78  | 148 |
| Patrick Noiseux     | Cherokees de Knoxville                 | 58 | 38 | 35 | 73  | 95  |

### Meilleurs gardiens
| Joueur        | Équipe               | PJ | Min   | V  | D  | N | BC  | Bl | Moy  | %Arr |
| ------------- | -------------------- | -- | ----- | -- | -- | - | --- | -- | ---- | ---- |
| Scott Gordon  | Chiefs de Johnstown  | 31 | 1 839 | 18 | 9  | 3 | 117 | 2  | 3,82 | 88,8 |
| Paul Kenny    | Panthers d'Érié      | 34 | 1 877 | 17 | 13 | 2 | 129 | 1  | 4,12 | 85,4 |
| Tony Mongillo | Panthers d'Érié      | 31 | 1 726 | 20 | 7  | 1 | 120 | 2  | 4,17 | 87,3 |
| Lance Carlson | Chiefs de Johnstown  | 25 | 1 447 | 11 | 10 | 3 | 102 | 1  | 4,23 | 88,8 |
| Steve Averill | Johnstown / Virginie | 31 | 1 703 | 12 | 11 |   | 122 | 1  | 4,30 | 88,3 |

## Séries éliminatoires
|  | Demi-finales | Demi-finales |              |   | Finale | Finale |
|  | Demi-finales | Demi-finales |              |   | Finale | Finale |
|  |              |              |              |   |        |        |
|  |              |              |              |   |        |        |
|  |              |              |              |   |        |        |
|  | Thunderbirds | 4            |              |   |        |        |
|  | Thunderbirds | 4            |              |   |        |        |
|  | Panthers     | 0            |              |   |        |        |
|  | Panthers     | 0            | Thunderbirds | 4 |        |        |
|  |              |              | Thunderbirds | 4 |        |        |
|  |              | Chiefs       | 3            |   |        |        |
|  | Chiefs       | Chiefs       | 3            | 4 |        |        |
|  | Chiefs       |              |              | 4 |        |        |
|  | Cherokees    | 0            |              |   |        |        |
|  | Cherokees    | 0            |              |   |        |        |

Les Thunderbirds de la Caroline remportent la Coupe Riley.

## Trophées
| Coupe Riley         | Thunderbirds de la Caroline |
| Coupe Henry Brabham | Panthers d'Érié             |

| Trophée                                   | Joueur                                    |
| ----------------------------------------- | ----------------------------------------- |
| Trophée John Brophy (meilleur entraîneur) | Ron Hansis, Panthers d'Érié               |
| Meilleur joueur                           | Daryl Harpe, Panthers d'Érié              |
| Meilleur recrue de l'année                | Tom Sasso, Chiefs de Johnstown            |
| Meilleur défenseur de l'année             | Kelly Szautner, Panthers d'Érié           |
| Meilleur buteur                           | Daryl Harpe, Panthers d'Érié              |
| Meilleur joueur de la Coupe Riley         | Nick Vitucci, Thunderbirds de la Caroline |

| Position       | Joueur         | Équipe                      |
| -------------- | -------------- | --------------------------- |
| Gardien de but | Scott Gordon   | Chiefs de Johnstown         |
| Défenseur      | Frank Lattuca  | Thunderbirds de la Caroline |
| Défenseur      | Kelly Szautner | Panthers d'Érié             |
| Défenseur      | Bill Whitfield | Lancers de la Virginie      |
| Centre         | Daryl Harpe    | Panthers d'Érié             |
| Ailier droit   | Doug Stromback | Panthers d'Érié             |
| Ailier gauche  | Rob Hrytsak    | Chiefs de Johnstown         |